# Joachim Soltvedt
Joachim Soltvedt, né le 9 septembre 1995 à Bergen en Norvège, est un footballeur norvégien qui évolue au poste d'arrière gauche au SK Brann.

## Biographie

### Åsane Fotball
Né à Bergen en Norvège, Joachim Soltvedt est formé par le club local du SK Brann. Il ne joue toutefois aucun match en professionnel avec son club formateur et rejoint en 2015 l'Åsane Fotball, club venant d'être promu en 1. divisjon, la deuxième division norvégienne. Il fait ses débuts en professionnel avec ce club, jouant son tout premier match le 6 avril 2015, lors de la première journée de la saison 2015, face au Levanger FK. Titulaire, il se fait remarquer en inscrivant également son premier but et en délivrant trois passes décisives. Le jeune ailier de 19 ans permet ainsi à son équipe de l'emporter par cinq buts à zéro,. Soltvedt marque un nouveau but le 12 avril 2015, lors de la journée suivante face au Nest-Sotra Fotball (en). Il contribue ainsi à la victoire de son équipe par trois buts à deux, l'Åsane Fotball se retrouvant alors premier du classement.
Le 24 mai 2017, Soltvedt se fait remarquer lors d'une rencontre de coupe de Norvège en donnant la victoire à son équipe en marquant le seul but de la partie sur un service de Simen Hatlebrekke, contre le FK Fyllingsdalen (en), et permet ainsi à l'Åsane Fotball de se qualifier pour le tour suivant,.

### Sogndal Fotball
Le 2 août 2017, Joachim Soltvedt rejoint le Sogndal Fotball. Il signe un contrat de trois ans.
Il joue son premier match pour le Sogndal Fotball le 6 août 2017 face au Odds BK, faisant par la même occasion sa première apparition dans d'Eliteserien, l'élite du football norvégien. Il entre en jeu et son équipe est battue par deux buts à un.

### Sarpsborg 08 FF
Le 14 février 2020, Joachim Soltvedt signe en faveur du Sarpsborg 08 FF.
Soltvedt inscrit son premier but pour le Sarpsborg 08 FF le 5 juillet 2020, lors d'une rencontre de championnat face au Sandefjord Fotball. Entré en jeu à la place de Mohamed Ofkir, il participe à la victoire de son équipe par trois buts à zéro.

### SK Brann
Le 22 août 2023, Joachim Soltvedt fait son retour dans son club formateur, le SK Brann. Il signe un contrat courant jusqu'en décembre 2026,.
Soltvedt marque son premier but pour Brann le 31 août 2023, à l'occasion d'une rencontre qualificative pour la phase de groupe de la Ligue Europa Conférence 2023-2024 contre l'AZ Alkmaar. Entré en jeu à la place de Svenn Crone, il réduit le score sur coup franc direct. Les deux équipes se neutralisent (3-3 à la fin des prolongations) et l'issue de la partie se joue aux tirs buts, séance durant laquelle l'AZ sort vainqueur, et se qualifie,.